# نظام فالانكس (CIWS) الصاروخي
نظام فالانكس الصاروخي: نظام صاروخي يطلق الصواريخ من السفن مستهدفاً الطائرات المعادية.

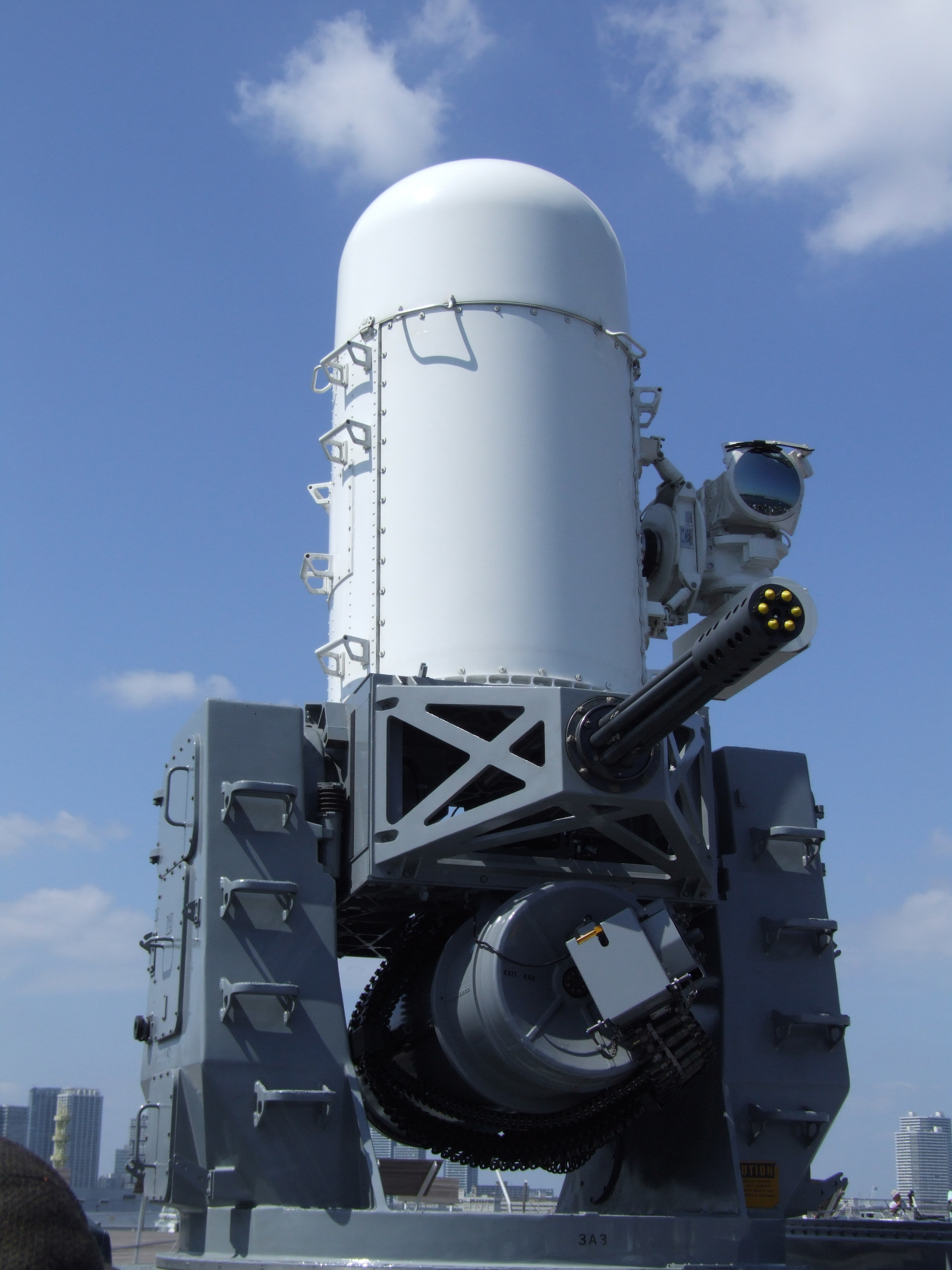
النسخةالمطورة من النظام

## المستخدمون
- الولايات المتحدة
- أستراليا
- البحرين
- كندا
- اليونان
- مصر
- إسرائيل
- اليابان
- نيوزيلندا
- باكستان
- بولندا
- البرتغال
- السعودية
- تايلاند
- تايوان
- المملكة المتحدة